# Пробул
Прóбул (дав.-гр. πρόβουλος, дослівно — «радник») — у Стародавній Греції одна з посад у місті-державі.
Зазвичай пробулами називали посадовців, які готували рішення для міської Ради (буле) або ж народних зборів. Саме таку роль вони грали, наприклад, у Коринфі, де вони очолювали громаду. Аристотель вважав, що посада пробулів є ознакою олігархічного устрою, особливо там, де пробулів небагато (у Коринфі їх було вісім), адже вони в такому раді вивищуються над буле. В Афінах десять пробулів обрали в 411 році до н. е., після поразки Сицилійської експедиції, саме з метою обмеження впливу демагогів і вони врешті підготувати олігархічний переворот.
Серед відомих осіб посаду пробула обіймали Софокл і Хагнон.
Пробулами також називали дипломатичних посланців та делегатів на зборах об'єднань грецьких полісів, зокрема Іонійського союзу.